# Kaloula pulchra
Kaloula pulchra é uma espécie de anfíbio anuro da família Microhylidae. É considerada pouco preocupante pela Lista Vermelha da UICN. Está presente em Bangladesh, Camboja, China, Hong Kong, Índia, Indonésia, Laos, Malásia, Myanmar, Nepal, Filipinas, Singapura, Tailândia, Vietnã e Macau. Foi introduzida em Filipinas e Taiwan.
A espécie pratica o comensalismo com humanos, ocupando áreas urbanas rapidamente. Possuí rápida adaptação, presumindo que inicialmente a espécie habitava bordas de florestas e margens de rios. A espécie também é encontrada em florestas secas. É uma espécie fossorial. Se reproduz em pequenas poças e frequentemente em poças de chuvas sazonais. Pode fazer tocas em árvores arbustivas.
Em alguns lugares é usada para alimentação.